# Hortophora urbana
Hortophora urbana es una especie de araña araneomorfa del género Hortophora, familia Araneidae. Fue descrita científicamente por Keyserling en 1887.
Habita en Australia (Australia Occidental, Queensland, Nueva Gales del Sur, Victoria).